# ヘルプデスク

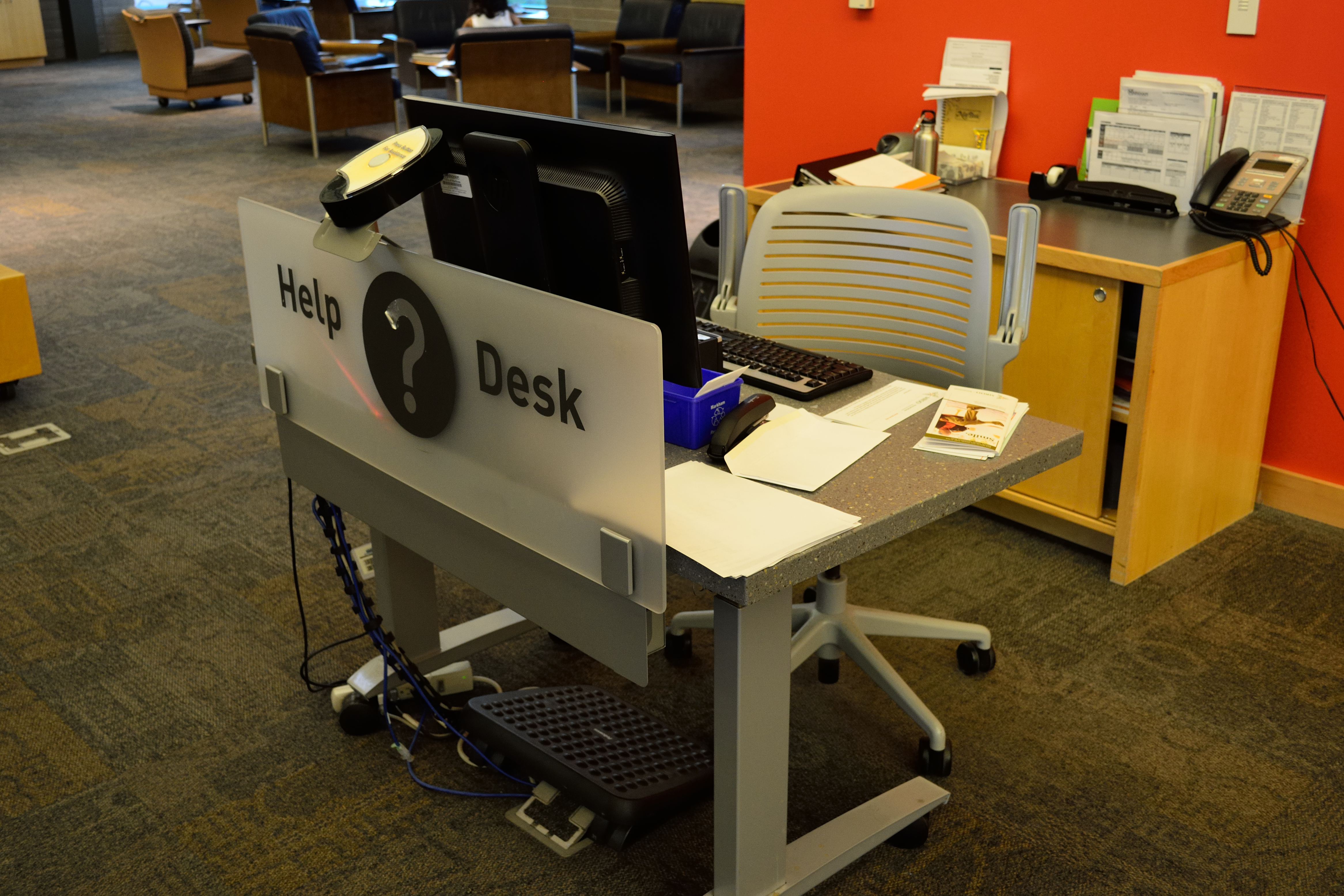
図書館ヘルプデスク

ヘルプデスクは、企業や機関の製品・サービスに関連する情報とサポートを顧客やエンドユーザーに提供するための業務、またはそれを実施する組織や部門である。ヘルプデスクでは、問題のトラブルシューティングを行ったり、コンピューター、電子機器、食品、衣料、ソフトウェアなどの製品に関するガイダンスを提供したりすることである。企業は通常、フリーダイヤル、ウェブサイト、インスタントメッセージング、電子メールなどのさまざまな手法を通じて、顧客にヘルプデスクサポートを提供する。組織内の従業員を支援するために設計された社内ヘルプデスクという形態もある。更には、膨大なQ&Aを学習させたAIを用いた自動ヘルプデスクと言う形態も現れてきている。

## 機能
一般的なヘルプデスクは、いくつかの機能を効果的に実行できる。これは、ユーザーがトラブルシューティングの支援を得たり、質問への回答を得たり、既知の問題を解決したりするための単一（または複数）の連絡先を提供する。ヘルプデスクは通常、問題追跡システムなどのソフトウェアを使用してリクエストを管理する。これらのシステムでは、多くの場合、「ローカルバグトラッカー」（LBT）を使用する。このシステムにより、ヘルプデスクは一意の番号を使用してユーザーの要求を追跡、検索、一覧でき、ユーザー、コンピュータープログラムなどの項目によって問題を分類できる。ヘルプデスク機能をサポートするために、多くのソフトウェアアプリケーションが利用できる。エンタープライズレベルのヘルプデスクを対象とするものもあれば、部門のニーズを対象とするものまでさまざまである。
1990年代半ば、ロバートゴードン大学のIain Middletonが組織のヘルプデスクの調査を行った。ユーザーの問題への対応だけでなく、ヘルプデスクが多数の顧客や従業員と毎日コミュニケーションをとるという独自の立場からも価値が得られることが裏付けられた。技術的な問題、ユーザーの好み、満足度などの分野で得られた情報は、他の部門での計画や開発作業に役立つ可能性がある。
AIによってヘルプデスク要員の不足を解消する動きもある。

## 組織
大規模なヘルプデスクは、さまざまなタイプの質問を処理するために、さまざまなレベルに構造化されていることがよくある。たとえば、第1レベルのヘルプデスクは、質問に回答したり、 FAQやナレッジベースで一般的に見られる情報を提供したりするために用意されている。問題が第1レベルで解決されない場合は、より複雑な問題を処理するための第2レベルに転送する。さらに、特定の顧客から要求があった更新やバグ修正など、固有のニーズに対処するための第3レベルのサポートも提供する場合がある。
大規模なヘルプデスクには、顧客から入ってきた課題の管理担当者やチームがいる。それらは一般にキュー・マネージャーまたはキュー・スーパーバイザーと呼ばれる。キュー・マネージャーは、提起された課題の種類に基づいて、専門チームの1つに問題を割り当てる。一部のヘルプデスクには、 ACD分割を備えた電話システムがあり、特定のトピックに関する電話が必要な経験または知識を持つアナリストに確実に割り当てられる。 
ヘルプデスクの多くは、出勤中のアナリストの名簿管理をシステムで行っている。アナリストの負荷を分散して、課題のフォローアップ、電話の返信、電子メールによる質問への回答などのタスクを実行するための時間を十分確保できるようにするためである。電話の着信はランダムであるため、ヘルプデスクエージェントのスケジュールは、アーランC式の計算を使用して維持される。
ITIL準拠のヘルプデスクは通常、 ITSMの一部であるより大きなサービスデスクユニットの一部となっている。